# Lea Desandre

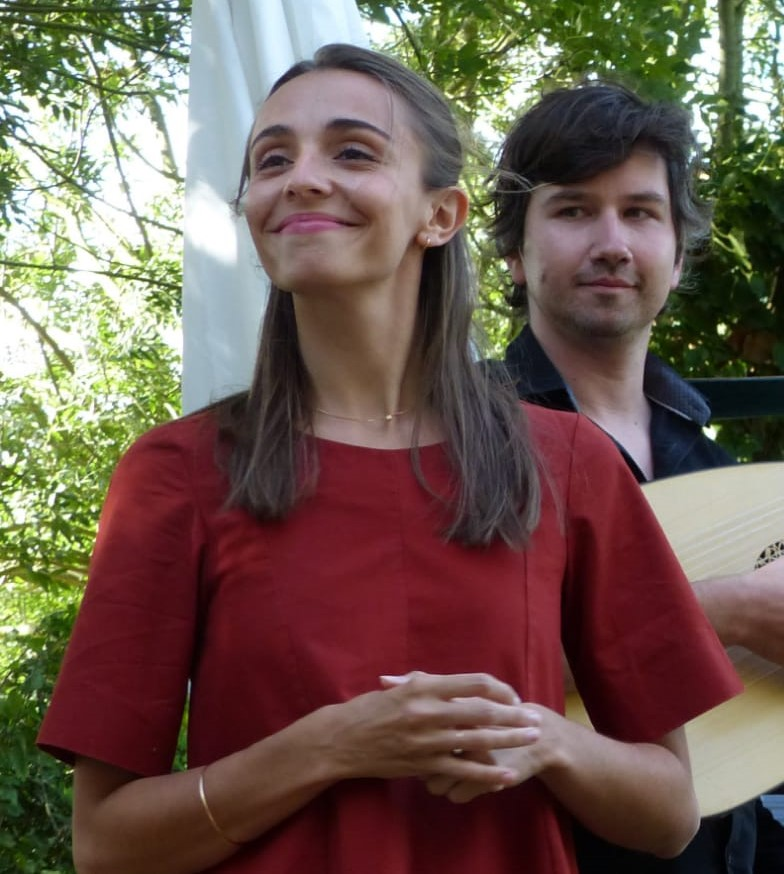
Lea Desandre und Thomas Dunford

Lea Desandre (* 1993) ist eine französisch-italienische Opernsängerin (Mezzosopran).

## Leben
Lea Desandre absolvierte eine zwölfjährige Ballettausbildung und studierte in Paris und Venedig Gesang, zu ihren Lehrerinnen zählen unter anderem Sara Mingardo, Véronique Gens, Vivica Genaux und Valérie Guillorit.
2013 gewann sie den ersten Preis als Nachwuchskünstlerin des Grand Théâtre de Bordeaux. Nach dem Gewinn des Wettbewerbs Jardin des Voix der Académie des Arts Florissants von William Christie wurde sie von dessen Ensemble Les Arts Florissants für mehrere Produktionen engagiert, eine Tournee unter der Leitung von William Christie führte sie unter anderem an das Sydney Opera House, in den Tschaikowski-Saal in Moskau und an die Philharmonie de Paris. 2016 gewann sie den HSBC Preis beim Festival d’Aix-en-Provence sowie im Rahmen der Innsbrucker Festwochen der Alten Musik den Sonderpreis Resonanzen des Cesti-Wettbewerbs. 2017 wurde sie bei den Victoires de la Musique  Classique als sängerische Entdeckung ausgezeichnet.
2018 gab sie bei den Salzburger Pfingstfestspielen ihr Debüt in Salzburg in La Périchole von Jacques Offenbach, im Sommer 2018 war sie bei den Salzburger Festspielen in Monteverdis L’incoronazione di Poppea als Amore und Valletto unter der Leitung von William Christie zu hören. 2019 war sie bei den Pfingstfestspielen im Oratorium La morte d’Abel von Antonio Caldara sowie einer Farinelli-Gala mit Cecilia Bartoli zu erleben und im Sommer 2019 als Vénus in Orphée aux enfers. Im August 2020 gab sie bei den Salzburger Festspielen in der von Christof Loy inszenierten Così fan tutte das Kammermädchen Despina. 2021 sang sie beim Festival d’Aix-en-Provence in Le nozze di Figaro in einer Neuinszenierung von Lotte de Beer den Cherubino.
Zu den von ihr verkörperten Rollen zählen unter anderem die Titelrolle in Alcione von Marin Marais, Rosina in Il barbiere di Siviglia, Annio in La clemenza di Tito, Urbain in Les Huguenots, Sesto in Giulio Cesare, Flerida in Erismena von Francesco Cavalli, Messagera in Monteverdis L’Orfeo sowie Dido in Dido and Aeneas von Henry Purcell.
Weitere Engagements führten sie etwa an das Théâtre des Champs-Élysées und die Opéra-Comique in Paris, an das Theater an der Wien und in den Wiener Musikverein, an das Grand Théâtre de Genève und an die Walt Disney Concert Hall in Los Angeles.
Als Kammermusikerin trat sie unter anderem mit dem Lautenisten Thomas Dunford und dessen Ensemble Jupiter in Erscheinung. Als Konzertsängerin war sie beispielsweise in Bachs Magnificat unter Emmanuelle Haïm zu hören. Bei ihren Produktionen arbeitete sie unter anderem mit Dirigenten wie John Eliot Gardiner, Jordi Savall, Marc Minkowski, Christophe Rousset und Leonardo García Alarcón zusammen.

## Repertoire (Auswahl)
- Antonio Caldara – La morte d’Abel, Abel
- Francesco Cavalli – Erismena, Flerida
- Christoph Willibald Gluck – Orfeo ed Euridice, Amour
- Georg Friedrich Händel – Giulio Cesare, Sesto
- Marin Marais – Alcione, Alcione
- Giacomo Meyerbeer – Les Huguenots, Urbain
- Claudio Monteverdi – L’incoronazione di Poppea, Amore und Valletto
- Claudio Monteverdi – L’Orfeo, Messagera
- Wolfgang Amadeus Mozart – Così fan tutte, Despina
- Wolfgang Amadeus Mozart – La clemenza di Tito, Annio
- Wolfgang Amadeus Mozart – Le nozze di Figaro, Cherubino
- Jacques Offenbach – La Périchole, Mastrilla/Ninetta
- Jacques Offenbach – Orphée aux enfers, Vénus
- Henry Purcell – Dido and Aeneas, Dido
- Gioachino Rossini – Il barbiere di Siviglia, Rosina

## Auszeichnungen und Nominierungen (Auswahl)
- 2013: Grand Théâtre de Bordeaux – erster Preis als Nachwuchskünstlerin[4]
- 2015: Gewinn des Wettbewerbs Jardin des Voix der Académie des Arts Florissants[4]
- 2016: HSBC Preis beim Festival d’Aix-en-Provence[4]
- 2016: Innsbrucker Festwochen der Alten Musik – Sonderpreis Resonanzen des Cesti-Wettbewerbs[3]
- 2017: Victoires de la Musique Classique – Auszeichnung als sängerische Entdeckung[2]
- 2022: Opus Klassik – Sängerin des Jahres[10]
- 2022: Opus Klassik in der Kategorie Operneinspielung für Mozart: Così fan tutte mit den Wiener Philharmoniker[10]

## Diskografie (Auswahl)
- 2017: Berenice, che fai? mit Natalie Perez und Chantal Santon-Jeffery, Opera Fuoco unter David Stern
- 2018: Handel: Italian Cantatas mit Sabine Devieilhe, Parlophone Records
- 2018: Cities mit Thibault Cauvin
- 2019: Vivaldi mit dem Ensemble Jupiter
- 2020: Barricades mit Jean Rondeau und Thomas Dunford (Ensemble Jupiter)
- 2022: Amazone mit dem Ensemble Jupiter[11]
- 2022: Eternal Heaven mit Lautenist Thomas Dunford, Arien und Duette von Georg Friedrich Händel, Erato[12]
- 2023: Idylle, mit Thomas Dunford, Erato/Warner Classics/Parlophone Records[13][14]